# Farbmerkmal
Ein Farbmerkmal (auch Bestimmungsgröße, Dimension, Eigenschaft, Komponente, Kriterium, Parameter, Variable einer Farbe) ist ein Maß zur Bestimmung von Farben. Eine Farbe benötigt zu ihrer Bestimmung drei Farbmerkmale: Farbton, Helligkeit und Sättigung. Diese können unabhängig voneinander variieren. Mit ihrer Hilfe lässt sich jede einzelne der etwa 10 Millionen unterscheidbaren Farben eindeutig bestimmen, definieren und unterscheiden.

## Die drei Farbmerkmale
- Farbton (auch Buntart, Buntton, Farbart, Farbrichtung, Farbwert, Qualität, Ton, Tönung; englisch: hue) beschreibt die Art der Farbe, die jedem Farbton ureigen ist, z. B. rot, gelb, grün und blau.
- Helligkeit (auch Dunkelstufe, Eigenhelle, Hell-Dunkel-Wert, Helligkeitsstufe, Valeur; englisch: lightness oder value) beschreibt wie hell bzw. dunkel ein Farbton ist, z. B. hellrot oder dunkelrot.
- Sättigung (auch Buntgrad, Buntheit, Buntheitsgrad, Intensität, Kräftigkeit, Leuchtkraft, Reinheit, Reinheitsgrad; englisch: chroma oder saturation) beschreibt einen Farbton zwischen bunt und unbunt, z. B. blaugrau, braun oder olivgrün.

## Dreidimensionale Anordnung

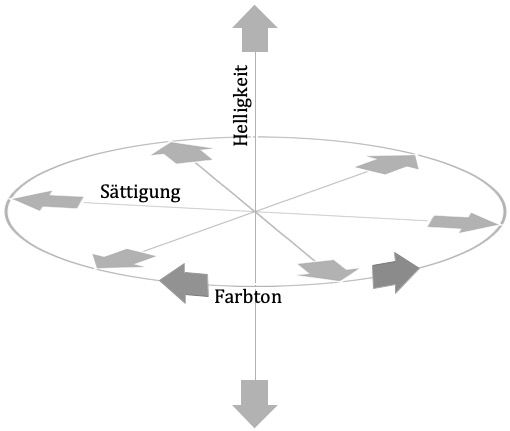
Farbraum: Dreidimensionale Anordnung der Farben nach den Farbmerkmalen Farbton, Helligkeit und Sättigung (Graphik nach Frans Gerritsen)

Die drei Farbmerkmale lassen sich systematisch in einem dreidimensionalen Koordinatensystem anordnen. Dazu wird meist eine Grautonachse (auch Grauleiter, Grauskala, Helligkeitsachse) vertikal errichtet. Sie besteht aus den unbunten bzw. grauen Farben zwischen Weiß am oberen Ende und Schwarz am unteren Ende. Die Farbtöne spannen einen Kreis, auf dessen Rand sich die reinen Farben befinden. Die Sättigung der Farben ist auf der Grautonachse gleich Null. Sie nimmt von innen nach außen kontinuierlich zu.

## Belege
1. ↑  Harald Küppers: Die Farbenlehre der Fernseh-, Foto- und Drucktechnik, Farbentheorie der visuellen Kommunikationstheorie. 1. Auflage. DuMont Buchverlag, Köln 1985, ISBN 3-7701-1726-3, S. 24.
2. ↑  Meyers Enzyklopädisches Lexikon in 25 Bänden. 9. Auflage. Band 8: Stichwort Farblehre. Lexikonverlag, Mannheim, Wien, Zürich 1973, S. 519.
3. ↑  Frans Gerritsen: Farbe, optische Erscheinung, physikalisches Phänomen und künstlerisches Ausdrucksmittel. 1. Auflage. Otto Maier Verlag, Ravensburg 1975, ISBN 3-473-61561-7, S. 102.